# Райковский, Сергей Андреевич
Сергей Андреевич Райковский (1827—1871) — полковник русской императорской армии; публицист.

## Биография
Родился 27 сентября (9 октября) 1827 года в семье священника Андрея Райковского (1802—1860).
В 1846 году окончил Ларинскую гимназию, в 1850 году — юридический факультет Императорского Санкт-Петербургского университета и поступил на военную службу; 21 января 1851 года получил офицерский чин, после чего уволился и поступил на гражданскую службу. Начав службу в Министерстве внутренних дел, позже перешёл в Министерство иностранных дел.
После начала Крымской войны, увлечённый общим энтузиазмом, С. А. Райковский поступил в Государственное ополчение, служил в 1-й дружине Санкт-Петербургского подвижного ополчения; 27 января 1856 года был переведён в Стрелковый полк, а по расформировании его — в гренадерский эрцгерцога Франца-Карла полк (18 октября 1856 года). Затем, 30 декабря 1858 года, был переведён в Киевский гренадерский Его Величества Короля Нидерландского полк.
Окончив курс Академии Генерального штаба, он был назначен состоять при Главном управлении Генерального штаба для усиления работ и особых поручений, где прослужил до 1867 года, а затем состоял при командующем войсками Московского военного округа для особых поручений. Служба его ознаменовалась принятием в русской армии малых разборных палаток, введённых по его инициативе. Pайковский принимал деятельное участие в установлении правил приёмки подрядов в военное ведомство и был представителем новой приёмной комиссии, установленной на основании этих правил в Санкт-Петербурге.
В 1863 году участвовал в усмирении польского восстания; 3 августа 1863 года был произведён в капитаны, а 21 ноября 1865 года — в подполковники. 
В 1865 году на Райковского по Высочайшему повелению был возложен сбор сведений и материалов, относящихся к управлению Западным краем и к мятежу 1863 года. Работая в течение 1865—1866 годов в архивах Киева, Вильны и Варшавы, он подготовил большой труд: «Сборник материалов по делам Западного края», оставшийся неизданным. Некоторые из объяснительных статей этого сборника были напечатаны в «Русском вестнике» за 1869 год под заглавием: «Польская молодежь в мятеже 1863 года». Эти статьи обратили на себя общее внимание беспристрастным и трезвым взглядом на вещи.
Одновременно с разработкой материалов, Райковский принимал участие в разрешении вопроса о введении русского землевладения в Западном крае, что, вместе с работой других лиц, привело к изданию Высочайшего указа от 10 декабря 1865 года о правилах землевладения в девяти польских губерниях.
С 1864 года Райковский был постоянным и деятельным сотрудником «Московских ведомостей», особенно активно он писал в течение 1867—1868 годов. В 1870 году он поместил в газете «Голос» несколько статей политического и военного содержания по поводу Франко-прусской войны.
В 1869 году был произведён в полковники.
Скончался 30 апреля (12 мая) 1871 года. Был похоронен на Казанском царскосельском кладбище.

## Семья
Женился 4 июля 1860 года на дочери купца 2-й гильдии Зое Андреевне Ивановой. Их дети: Сергей (13.05.1861—?), Владимир (11.10.1865—?), Зоя (23.11.1866—?).